# Lánycsók
Lánycsók (németül Lantschuk, Lantsuk, horvátul Lančug, Lančuk) község Baranya vármegyében, a Mohácsi járásban.

## Fekvése

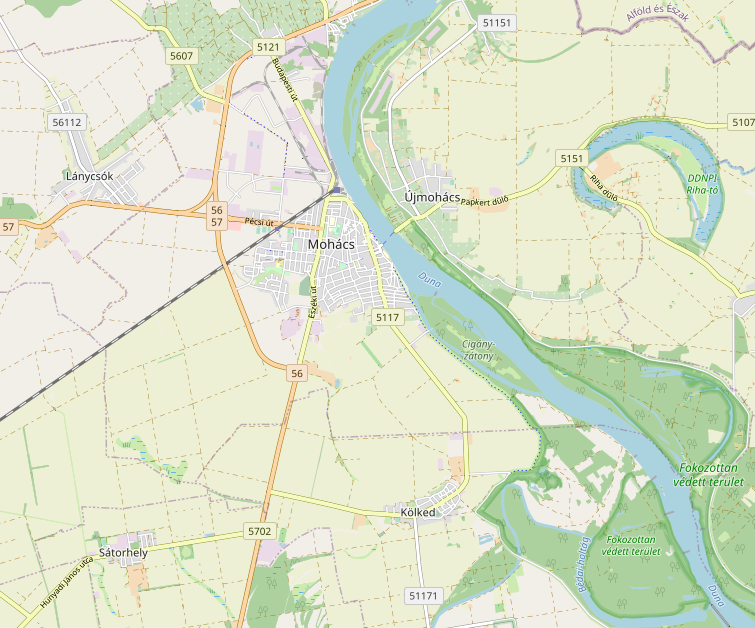
Lánycsók Mohács környékének térképén

Baranya vármegye keleti részén, Mohácstól 5 kilométerre nyugatra található. Itt találkozik a Duna-völgyének sík vidéke a Dunántúli-dombság lankáival; legmélyebb része a tengerszint felett 98 méter, a legmagasabb területe 210 méter magasan fekszik. A talaj földművelésre rendkívül alkalmas, melyhez az időjárás és éghajlat is kedvezően hat. A napsütéses órák száma 2000–2050 óra évenként. Az évi középhőmérséklet 11 °C körül mozog, a csapadék évi mennyisége 650 mm körül van.
A község patakja a Lánycsóki-patak (más néven Bég-patak, Mühlbach, Jenyei-árok) Mohács északi részén éri el a Dunát.
A község keleten Moháccsal, északon Székelyszabarral, északnyugaton Kisnyáráddal, nyugaton Babarccal, délnyugaton Nagynyáráddal határos.

### Megközelítése
Legfontosabb közúti megközelítési útvonala az 57-es főút, mely végighalad a belterületének déli szélén, ezen érhető el Mohács és az M6-os autópálya Mohács-Szajk-csomópontja felől is. Központján az 56 112-es számú mellékút vezet végig (ez az 57-es főúttól Kisnyárád központjáig vezet); határszélét északkeleten megközelíti még az 5607-es út is.

## Története
A község kilenc évszázadon keresztül a pécsi püspök uradalmához kapcsolódott.
Első okleveles említése 1093-ban történt, a falut I. (Szent) László király Moháccsal együtt adományozta a pécsi püspökségnek.
Nevének eredetére vonatkozó megbízható értesüléseink nincsenek. Szájhagyomány szerint Lánycsóknak nevezték hajdanában a falut, mert volt három leánytestvér, kik e vidéket örökségképpen kapták, s rajta megosztoztak.
Egyikük vörös hajú volt, és a most is létező Vörösmarton lakott, Márthának hívták. Másikuk víg kedélyű volt és lakását Villányban tartotta és Vígleánynak nevezték. A harmadik Lánycsókon lakott.
A három testvér – talán mivel Vígleány kigúnyolta a vörös hajú Márthát, vagy mert az örökség miatt összeperlekedtek – sokáig a legnagyobb haragban voltak, végre itt összecsókolózva kibékültek.
A másik történet szerint egy török katona egy szép lányt látva e vidéken, utána futott, és e helyen megcsókolta.
Természetesen ez lehetetlen, hiszen a település neve Lanchuk néven már a török megszállás előtt is szerepelt.
A tény, hogy a község mai neve 1905. január 1-jétől használatos.
A mohácsi csata idején a településen állomásozott a magyar csapatok élelmezési osztaga. A csatatéren és közelében lévő falvak – így Lánycsók is – teljesen elpusztultak, de később a régi falutól nem messze újjáépült a község.
A régió 1543-ban török kézre került, Lánycsók a mohácsi szandzsákhoz került. Ekkor 27 adózó családfőt számoltak, és a lakók fő jövedelemforrása a szőlőből és mustból származott.
Az 1687. augusztus 12-i nagyharsányi csata után a Dunántúl délkeleti része felszabadult a török uralom alól. A településre valószínű Csernojevics Arzén patriarcha vezetésével ortodox szerbek, majd római katolikus horvátok kerültek a horvát származású Radonay Mátyás Ignác püspök telepítésével.
A kurucok pusztítását a rácok dúlása követte, majd 1710-ben pestis járvány tizedelte a lakosságot.
1711-1712 évben a Dráva vidékéről 41 telepes szerb jobbágy családfő költözött Lánycsókra, melyről az 1713-ban készült Conseriptio Rascianórum ad számot.
A szervezett német telepítés első hulláma 1711-1736 között zajlott, majd folytatódott Mária Terézia uralkodása alatt. A császárné-királynő ekkor úrbéri rendelettel szabályozta az egységes rendszerbe foglalt paraszti szolgáltatásokat, elvégeztette az összeírásokat, mely szerint 32 magyar, 35 német és 51 horvát családot számoltak. Egy jobbágytelek 22 holdból és 8 szekérnyi rétből állt, amit kétszer kaszáltak.
1760-as év nagy változást hozott a falu életében. Klimó György pécsi püspök Hosszúhetényből magyarokat, Mohácsról és a környékbeli falvakból horvátokat telepített be.
Létrejött a római katolikus plébánia, megindult az egyházi anyakönyvezés. Két év múlva megalapították az egy tantermes iskolát.
Lánycsók első pecsétje 1770-ben jelent meg. Alakja ellipszis, mérete 22mmx20mm, és 4 mm-es betűszalaggal a SIGILL CUMMUN LANTSUKIENSIS feliratot tartalmazta. A pecsét ábrában két lépő alak látható, akik vállukon hevenget cipelnek, amely a szőlő és bortermelés jelentőségére utal. Fejük felett az évszám látható: 1770.
1771-ben – amikor Lánycsók lakossága 1339 fő volt – az iskolában német nyelvű oktatás folyt. A 40 iskolás gyermek olvasást, írást és hittan tantárgyakat tanult. 1772/73-as tanévben pedig már ortodox iskola is működött a faluban.
A 18. század végén 2296 hold szántót és 175 hold szőlőt műveltek a lakosok, akik hadiadóként 693 Ft 88 dénárt, háziadóként 244 Ft 55 dénárt fizettek. Ekkor a falu állatállománya 99 ökörből, 95 tehénből, 2 tinóból, 159 sertésből és 295 juhból állt. Ez időből származó malomösszeírás 3 malomról ad számot.
1810-ben már 1176 római katolikus lakosa volt a falunak és 80 gyermek járt iskolába. Csak téli időszakban folyt tanítás két osztályban, hittant, olvasást, írást és számtant tanítottak.
1808-1809. évben Király József pécsi püspök renováltatta a katolikus templomot. A márvány főoltárt Hubert Mihály volt lánycsóki plébános hagyatékából készítették. A főoltárkép S.J. Kölbl alkotása. A felújítás alkalmával a szent család tiszteletére emelték a templom mellékoltárát is.
A lánycsókiak nem maradtak közömbösek 1848 eszméihez sem. Bizonyítja, hogy 19 fő honvédként vett részt a szabadságharcban.
A másik oldalt Francsicsevics Imre plébános képviselte, aki a Habsburg Ház iránt tanusított hűségéért kapott kitüntetést.
1849-ben kolerajárvány pusztította a falu lakosságát, 59-en vesztették életüket e betegségben. A következő évi összeírás szerint Lánycsók 1676 lakosa 273 házban lakott, nemzetiségi összetétel szerint: 60% német, 12% szerb, 6% horvát, 2% magyar. Ekkor Lánycsók – a mai fogalmak szerint – már körjegyzőség volt, Babarc, Kisnyárád és Kölked községek tartoztak hozzá. Az iparosok száma jelentős volt, 24 fő közül 5 takácsként, 4 -4 kőművesként és szabóként, míg a többi szakmát 1-1 fő képviselte. A lánycsókiak rendszeresen jártak a mohácsi vásárba portékáikkal.
1857-ben már két iskola működött a faluban. A kétosztályos római katolikus iskolába 176 fő járt, német és magyar nyelvű oktatás folyt. míg az ortodox iskolába 14 fő tanult, a tanítás nyelve délszláv és magyar volt. Vallási tekintetben 1400 katolikus, 330 ortodox és 12 izraelita vallású lakosa volt a falunak.
1872-ben a község szabályrendeletében még a német nyelvet használták, azonban az ezt követő évben már a nemzetiségi megoszláshoz igazodóan már magyart, horvátot és szerbet is. Ez időben a mohácsi járás területén 3 ilyen négynyelvű falu létezett.
A 70-es évek elején alakult meg 70 taggal a Lánycsóki Olvasóegylet, amely fontos szerepet töltött be a falu kulturális életében.
1898-1906 között napirendre került az iskolák államosítása, ezzel a kormányzat a németek és szerbek magyarosítását kívánta előmozdítani. A községben az intézkedés ellenállásba ütközött, az állami népiskolát nem állították fel.
A templomban bevezették a magyar nyelvű istentiszteletet, csak minden harmadik alkalommal engedélyezték a német nyelvű prédikációt. A német nyelvű lakosság az intézkedés ellen fellázadt, így csak a csendőrség kivezénylésével volt elérhető a magyar nyelvű mise megtartása.
1901-es évhez fűződik a temetői kápolna felépítése, amit a Fájdalmas Szűz tiszteletére szenteltek fel.
1908-ban 44 taggal létrejött az Első Független Népkör, majd 48 taggal a Római Katolikus Gazdasági és Olvasókör alakult meg. Három évvel később 28 fővel hozták létre a Lánycsóki Önkéntes Tűzoltó Egyesületet, amely 1914-ig működött, majd 1939-ben újjáalakult.
1909. augusztus 7-én változott a község közigazgatási határa, levált és önálló jegyzőséget alapított Babarc község.
1912-ben Keresztény Kör alakult, hatására bővült a katolikus iskola, öt tanteremmel és öt tanítóval működött.
Az első világháborúnak 69 lánycsóki áldozata volt, emlékükre 1923-ban emlékművet állítottak.
1918-1921 között Lánycsók szerb megszállás alatt volt.
(Ld. Baranya–bajai Szerb–Magyar Köztársaság) Ezt követően a szerb lakosság száma jelentősen lecsökkent, mivel sokan áttelepültek az Szerb-Horvát-Szlovén Királyságba. Következményeként 1923-ban megszűnt a szerb iskola.
Az 1920-as években jött létre a Lánycsóki Levente Egyesület, amely 1944-ig működött. Színtere az 1925-1926-ban épült Népház volt.
1925-ben felépült a katolikus Gazdakör.
1927-ben megindult a megye villamosítása, ezzel együtt Lánycsóké is. Élénk egyesületi élet folyt ez időben, megalakult a Lánycsóki Lövész Egyesület, a Magyarországi Németek Népművelődési Egyesület.
A község elöljárósága 1 bíróból és 5 esküdtből állt. A tisztviselők 1928-ban: Plesz József bíró, Frantz (Fogarasi) Miklós segédjegyző, Hengel Boldizsár népiskola igazgató, dr. Heckenberger Konrád pápai kamarás, római katolikus lelkész. Összesen 92 iparos, kereskedő és két földbirtokos.
Az 1930-as népszámlálás szerint 2170 fő élt a községben: 1611 német, 498 magyar, 43 horvát, 8 szerb és 10 egyéb anyanyelvű.
1932-ben német népművelési egyesület alakult, melynek működése mindenkire nagy hatással van. 1932-ben megalakult a Credo egyesület.
1939-ben a templomot Gebauer Ernő újrafesti.
1941-ben jött létre a Katolikus Agrárifjúsági Legényegylet, s megalakult a Volksbumd helyi csoportja, mindkettő 1945-ig tevékenykedett. A kitelepítéshez felhasznált 1941-es népszámlálás adata szerint 1857 német anyanyelvű és 1620 német nemzetiségű lakosa volt Lánycsóknak.
A németek Bácsfalu dülőben megkísérelték feltartóztatni a szovjet csapatokat, de november 26-án azok elfoglalták a falut. A harcok során 1 polgári személy vesztette életét, 6 ház romba dőlt, és 5 megsérült. A községháza épülete leégett, így a közigazgatás helyszíne két családi ház lett.
A II. világháború lánycsóki halottainak száma 98 fő volt.
A harcok után a község élete csak lassan került vissza rendes kerékvágásába. 1945-ben 1447 fő élt a faluban, a nemzetiségi megoszlást tekintve a németek száma jelentősen csökkent.
1946-47. évben Lánycsókról 592 német lakost telepítettek ki Németországba, 120 személyt Ófaluba. Helyettük Zala vármegyéből és a csehszlovák-magyar lakosságcsere keretében a Felvidékről 74 személyt telepítettek a faluba, a lakosság negyede maradt őslakos.
1945-ös esztendő a földreform éve volt. Megalakult a Földigénylő Bizottság. Szeptember 21-én készült juttatási jegyzékben 195 személy szerepelt szőlővel és szántóval. Ekkor 3380 kh szántót, 396 kh rétet, 115 kh kertet, 520 kh szőlőt, 10 kh legelőt, 54 kh erdőt, 1 kh nádast és 235 kh földadó alá nem eső területet regisztráltak.
1946. augusztus 14-én Nett János elnök és Takács János vadászmester vezetésével megalakult a Sólyom Vadásztársaság.
Szeptemberben megalakult a helyi földműves szövetkezet. Kezdetben a szervezés, a gazdák és vállalatok közötti szerződések megkötése folyt, majd a talajművelő gépek, cséplőgépek bérmunkáinak elvégzésével, a termények és állatok felvásárlásával foglalkoztak.
1946 tavaszán 168 fő lépett be a Kommunista Pártba.
A kitelepítés 1947-48 évben fejeződött be, és 1186 főt érintett. Az itt maradt németek vagyonelkobzás alá estek, így alkalmi munkával, ipari üzemekben, illetve a Bólyi Állami Gazdaság alkalmazásában végeztek munkát.
1947-ben megkezdte működését a mozi.
1949-ben létesült óvoda a községben, s ez időben már nem vontak össze évfolyamokat.
1949. október 1-jén "Csillag" néven termelőszövetkezetet alakítottak, melybe 42 gazda lépett be. A területe 246 kh volt. Központja a Kaposi tanya lett. A tsz első eredménye gyenge volt, megegyezett az egyéni gazdákéval.
A közigazgatás átszervezése 1950. október 22-én történt, amikor 75 taggal megalakult a Községi Tanács. A Végrehajtó Bizottság első elnöke Bodnár Józsefné, a vb. titkári teendőket Kocsis Györgyre bízták, aki 1975-ig látta el e tisztséget.
Jelentős és fejlesztő beruházásnak minősült az 1949-1950 között épült bekötőút, mely a Pécs- Mohácsi főközlekedési úthoz kapcsolódott. Ekkor létesült az első idénybölcsöde, évi 6 hónapos működéssel.
A községi tanács vb. elnöke 1954-es tanácsválasztásokon Horváth Antal lett.
Megkezdődött a járdaépítés, az általános iskolában 250 tanuló járt, az intézményt Sándor Károly igazgatta.
Az 1956-os forradalomnak helyben nem volt hatása.
1958-ban létrejött a Lánycsók és Vidéke Takarékszövetkezet. A 60-as évek elején dinamikus fejlődés jellemezte Lánycsókot, az általános iskola 3 új tanteremmel bővült, politechnikai termet, gyakorlókertet és tornatermet is kialakítottak. A termelőszövetkezet tehénistállót és sertésfiaztatót épített.
A mozi működött, de a gazdasági mutató csupán 87%-ra teljesült.
1969. január 1-jén a kisnyárádi általános iskolát beolvasztották a lánycsókiba, így 400 tanulója lett a körzeti általános iskolának. Ez évben megszűnt a Kisnyárádi Községi Tanács és a község közigazgatása Lánycsókhoz kapcsolódott. Tanácselnök Auth Péter lett.
Lánycsók népessége 1970-ben 2398 fő volt. Megalakult a Szekszárdi Szabószövetkezet lánycsóki telepe, mely a község asszonyainak, 80 főnek adott munkalehetőséget.
Az orvos, védőnő, az ápolónő az egészségházban végezték munkájukat, s ellátták a két községet. A könyvtár és a KISZ a Gazdakör épületében működött. A Népház művelődési házként működött. Az óvoda 7 óvónővel, 3 dajkával és 2 szakácsnővel üzemelt. A mozi 142 fő befogadóképességű volt, heti 3 alkalommal 5 filmet vetítettek.
1974-ben megkezdték a közel 14 km hosszúságú vízvezeték kiépítését, melyet 1975. december 28-án adtak át.
Az általános iskolában német nemzetiségi szakkör alakult.
1980-as népszámlálás szerint Lánycsók községnek 2435 fő lakosa volt.
Az 1990. március 25-én tartott országgyűlési választáson a Független Kisgazdapárt, a második fordulóban az egyéni jelöltek közül dr. Wekler Ferenc kapta a legtöbb szavazatot.
Ekkor a község lakóinak száma 2701 fő, a munkaképes lakosok száma 1480 fő, akik közül a mezőgazdaságban 297 fő dolgozott, itt a Szajki Mgtsz., a Bólyi MG. Kombinát adott munkát. A szennyvízcsatorna kiépítése, a falu szilárd útburkolattal ellátása, a közvilágítás bővítése befejeződött. Az általános iskolában 16 tanteremben 344 gyermek tanult, a nevelők száma 22, napközi otthonos óvoda férőhelyeinek száma 125, a kihasználtság 55%-os, a dolgozók száma 17 volt. Az idősek klubja kihasználtsága 75%-os, a férőhelyek száma 15, a dolgozók száma 4.
Befejeződött a Népház teljes rekonstrukciója. Mozi már nem működik a községben.
Az 1990 évi választáson Hadra Józsefet választották polgármesterré. Lánycsók és Kisnyárád községek létrehozták a közös körjegyzőséget, dr. Fodor Károlyt választották körjegyzővé, aki a tisztséget 2001. május 31-ig látta el.
1992-ben Lánycsók elkészíttette címerét és zászlaját. Ez évben kezdetét vette a gázprogram, megkezdődött a Sportcsarnok építése, amit október 23-án át is adtak. A kábeltelevízió-hálózat is kiépült.
A 2002-ben 2760 lélekszámú község évszázadokon át megőrizte a többnemzetiségű formát, békében él egymás mellett magyar, német, horvát és cigány nemzetiség. A lakosság 14,7%-a német, 2%-a cigány, 1,3%-a horvát nemzetiségű.

## Közélete

### Polgármesterei
- 1990–1994: Hadra József (független)[5]
- 1994–1998: Hadra József (független)[6]
- 1998–2002: Hadra József (független)[7]
- 2002–2006: Hadra József (független)[8]
- 2006–2010: Hadra József (független)[9]
- 2010–2014: Hadra József (független)[10]
- 2014–2019: Hadra József János (független)[11]
- 2019–2024: Hadra József (független)[12]
- 2024– : Weisz Gergő (független)[1]

## Népesség
A település népességének változása:
| Lakosok száma | 2426 | 2410 | 2422 | 2380 | 2350 | 2249 | 2251 | 2194 |
|               | 2013 | 2014 | 2015 | 2019 | 2021 | 2022 | 2023 | 2024 |

A 2011-es népszámlálás során a lakosok 83,2%-a magyarnak, 0,2% bolgárnak, 3,4% cigánynak, 1,9% horvátnak, 17,1% németnek, 0,4% szerbnek mondta magát (16,6% nem nyilatkozott; a kettős identitások miatt a végösszeg nagyobb lehet 100%-nál). A vallási megoszlás a következő volt: római katolikus 60,2%, református 2,7%, evangélikus 0,7%, görögkatolikus 0,2%, felekezeten kívüli 9% (26,6% nem nyilatkozott).
2022-ben a lakosság 90,5%-a vallotta magát magyarnak, 12,2% németnek, 4% cigánynak, 1,8% horvátnak, 0,1% szerbnek, 1,7% egyéb, nem hazai nemzetiségűnek (8,8% nem nyilatkozott; a kettős identitások miatt a végösszeg nagyobb lehet 100%-nál). Vallásuk szerint 43,4% volt római katolikus, 3,1% református, 0,8% evangélikus, 0,1% izraelita, 0,1% ortodox, 1,4% egyéb keresztény, 0,4% egyéb katolikus, 11,3% felekezeten kívüli (39,2% nem válaszolt).

## Nevezetességei
- Római katolikus templom

1766–1773 között épült, s Nagyboldogasszony tiszteletére szentelték fel. Méretei: 25 m x 12 m x 35 m. 1808-1809. évben Király József pécsi püspök renováltatta. A márvány főoltár Hubert Mihály volt lánycsóki plébános hagyatékából készítették. A főoltárkép S.J. Kölbl alkotása. A felújítás alkalmával emelték a templom mellékoltárát is. 1939-ben a templom belsőt Gebauer Ernő újra festette. A Pécsi Püspökség és Lánycsók község összefogásával 1998-ban megtörtént a templom külső felújítása.
- Római katolikus plébánia

A plébánia épülete Lánycsók egyetlen műemléke az 1760-as években épült. Ma az ottani Kolping Szervezet működésének színhelye is.
- Sportcsarnok

1992. október 23-án adták át.
- Népház

A lánycsóki leventeegylet székháza az 1925–26-ban épült Népház volt. Az épületben egy szobát a katolikus leányegyesület is kapott, és nyári óvoda céljára is átengedték. A Népház épületét – megőrizve az épület sajátosságát, külső megjelenését – 1990-ben a községi tanács felújíttatta. A művelődési házként funkcionáló építmény a község központjában helyezkedik el, helyet adva a kultúrprogramoknak, községi rendezvényeknek, szakkörök és egyesületek összejöveteleinek.
- Általános iskola

1762-ben alapították meg Lánycsók községben az első, egytantermes katolikus iskolát. 1771-ben 40 iskolás gyermek tanult olvasás, írás és hittan tantárgyakat. A képen látható épület ezen iskola helyén épült fel 1888. Az épület külső megjelenésében a mai napig őrzi sajátosságait. Az épület ma 16 tanteremmel 270 gyereknek biztosít kéttannyelvű (magyar–német) oktatást.
- Takarékszövetkezet

1958-ban alapították a Lánycsók és Vidéke Takarékszövetkezetet Lánycsók, Kisnyárád, Himesháza, Székelyszabar, Szajk és Babarc községek közreműködésével. 1975-ben szűnt meg önállósága, s a Mohács és Vidéke Takarékszövetkezet fiókja lett. Mai épülete 1997-ben épült.
- Első világháborús emlékmű
- Második világháborús emlékmű

1991-ben Lánycsók önkormányzata a második világháborúban elesettek emlékére állíttatta az emlékművet, Bakó László szobrász művét. Átadása 1991. május 18-án történt.
- Német néprajzi gyűjtemény
- Felvidékről Lánycsókra telepített családok emlékműve

## Híres lánycsókiak
- Arató Károly költő
- Beck András magyar nagykövet
- Bélavári Zita divattervező
- Cziegler Balázs jelmez- és díszlettervező
- Dénes Helga csillagász
- Hernádi Ferenc (1941–2014) labdarúgó
- Orsós Erzsike cigány népdalénekes
- Puch László MSZP-s politikus
- Szabó Éva keramikus, porcelántervező művész
- Szabó Mihály (1933–2011) református lelkész
- Szeifert Máté táncművész

## Képgaléria

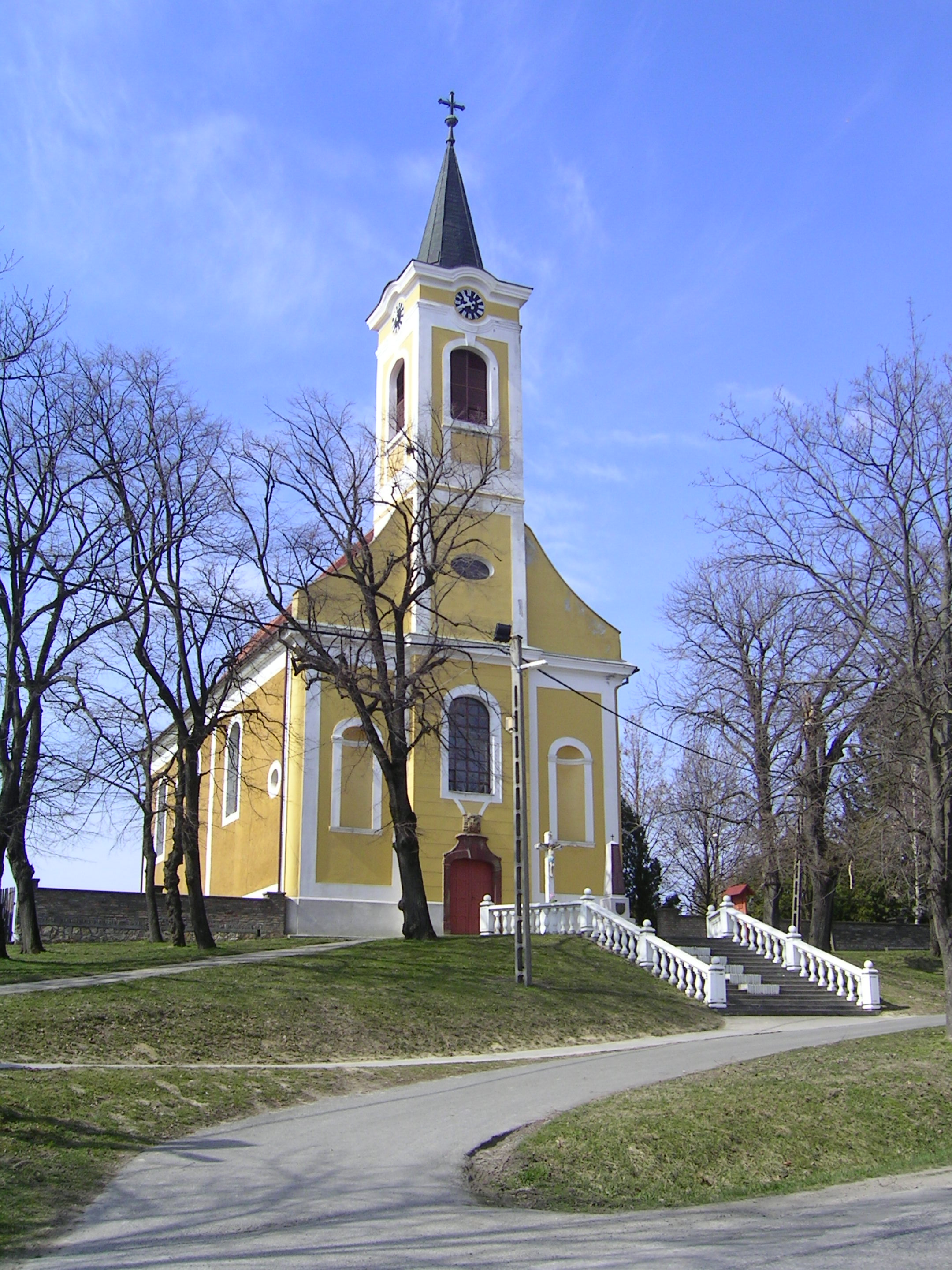
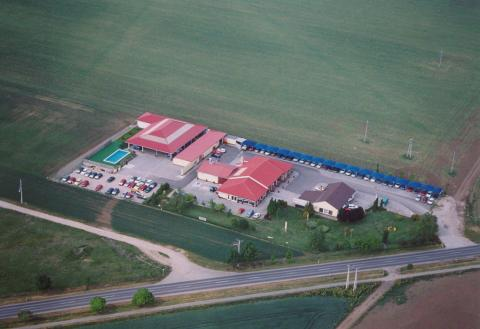
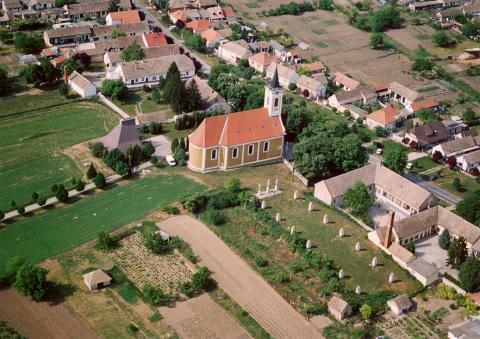
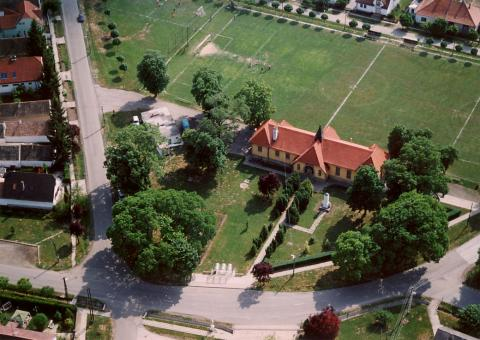

## Partnertelepülések
- Markt Hartmannsdorf
- Wiesloch
- Helsa Wickenrod
- Székelydobó
- Csókfalva
- Székelykeresztúr